# جيغمي نامجيل وانجتشوك
جيغمي نامجيل وانجتشوك (5 فبراير 2016) هو الطفل الأول وولي عهد الملك جيغمه خيسار نمجيل وانغشاك تم إعلان اسمه في 16 أبريل 2016.